# Consiliul Național al Georgiei
Consiliul Național Georgian (în georgiană საქართველოს ეროვნული საბჭო) este numele purtat de guvernul provizoriu înființat la Tiflis la 23 noiembrie 1917, după Revoluția din Octombrie, când bolșevicii au reușit să ajungă la putere în Petrograd.